# Gymnanthula sennai
Espèce
Gymnanthula sennai est une espèce de cnidaires de la famille des Botrucnidiferidae.

## Systématique
Le nom valide complet (avec auteur) de ce taxon est Gymnanthula sennai (Calabresi, 1927).
L'espèce a été initialement classée dans le genre Cerianthula sous le protonyme Cerianthula sennai Calabresi, 1927.
Gymnanthula sennai a pour synonyme :
- Cerianthula sennai Calabresi, 1927